# 安杰利科修士
真福安杰利科修士（義大利語：Fra Angelico，1395年—1455年2月18日）本名圭多·迪·彼得，意大利早期文艺复兴画家，艺术史学家瓦萨里在其巨著艺苑名人传中称赞其拥有“稀世罕见的天才”。
安杰利科的同时代人称他作“菲耶索莱的若望修士”（Fra Giovanni da Fiesole）或“若望·安杰利科修士”（Fra Giovanni Angelico），而现今他以“安杰利科修士”（Fra Angelico）一名为世人熟知。1982年，教宗若望·保禄二世为安杰利科行宣福礼，以表彰其虔诚的一生，安杰利科因此正式得到“真福者”（拉丁語：Beatus，英语：Blessed）的称号。
菲耶索莱有时被误解为他正式名称的一部分，但这只是他发愿进入道明会修道的那个城镇的名称，当时的人用来把他和其他的若望修士分开。他在罗马天主教认可的包括所有圣人和真福品的官方出版物“Roman Martyrology”中被称为“真福菲耶索莱的若望，姓安吉利科”（Beatus Ioannes Faesulanus, cognomento Angelicus）。
瓦萨里在谈到安杰利科修士时写道：“如何赞美这位神父都不为过。他的所言所行都是如此谦卑柔和，而且他画的图画，也都描绘得如此地虔诚。”
安杰利科一生大部分时间在佛罗伦萨工作，并且只画宗教题材。他的绘画作品在简单而自然的构图中应用透视画法。

## 生平

### 早年，1395–1436年
安杰利科修士本名圭多·彼得（Guido di Pietro），于14世纪末出生在托斯卡纳Mugello地区的Rupecanina（维基奥），靠近 菲耶索莱。我们对他的父母一无所知。关于安杰利科修士最早的记载，是在1417年10月17日，他在嘉模圣母堂（Our Lady of Mount Carmel）加入了一个在俗信友的善会（confraternity），仍名叫圭多·彼得。此记录显示他已经是一位画家，随后在1418年1月和2月，桥畔圣斯德望教堂（Santo Stefano del Ponte）支付给圭多·彼得的两笔付款记录，证实了这一事实。安杰利科成为修士的第一个记录可追溯到1423年，当时他第一次被称为若望修士（Fra Giovanni），遵循了加入较古老的修会都要取新名的习俗。他成了菲耶索莱当地修院的一员，离佛罗伦萨不远，属于道明会，这是一个中世纪修会，属于一种托钵修会，因为它通常不是靠庄园的收入，而是靠乞讨或捐赠来维持。“Fra”是拉丁语frater（“弟兄”）的缩写，是修士的传统名称。
据瓦萨里所说，安杰利科修士最初是作为抄写员接受培训的，可能与他的哥哥贝内德托（Benedetto）一起工作，也是道明会士和抄写员。道明会原来的佛罗伦萨圣玛尔谷大殿的修道院，现在是国立圣马可美术馆，里面保存着几本手稿，被认为全部或部分出自他手。画家洛伦佐·摩纳哥（Lorenzo Monaco）可能对他进行了艺术训练，锡耶纳画派的影响在他的作品中是显而易见的。他还曾在米兰接受大师瓦里科（Varricho）的训练。他在所住的修道院里承担了几项重要的任务，但这并没有限制他的艺术，而且很快就成名。据瓦萨里所说，画家的第一幅画是为佛罗伦萨加爾都西會修道院画的祭坛画，现在已不存在。
从1408到1418年，安杰利科修士在科尔托纳圣道明修道院画壁画，现在大部分已被破坏，在道明会教堂，他可能是Gherardo Starnina的助手或他的追随者。在1418年至1436年之间，他曾在菲耶索莱圣道明修道院，在那里他还为教堂画了许多壁画和祭坛画，现已修复。 祭坛画的一幅附饰画（predella）完整地保存在伦敦国家美术馆，是证明安杰利科修士能力的一个很好的例子。它表现在荣耀中的基督，周围环绕250多个人物，包括被宣福的道明会会士。

### 佛罗伦萨圣马尔谷修道院，1436–1445年

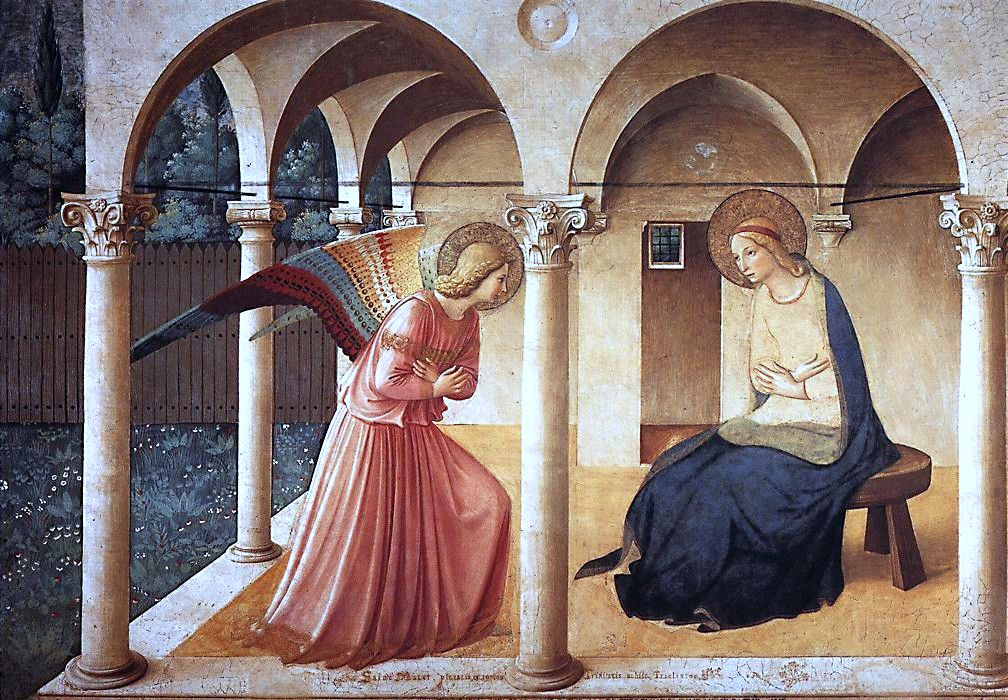
圣母领报

1436年，安杰利科修士和一大批修士一起，从菲耶索莱迁往新建的佛罗伦萨圣玛尔谷修道院。这是一次重要的举动，使之成为该地区艺术活动的中心，并吸引到科西莫·德·美第奇的赞助，这位领主是该市政府最富有和最有权力的成员之一，在大部分文艺复兴时期主宰佛罗伦萨政治的家族的创始人。科西莫在修道院里为自己保留了一个私人小间，以便他用来退隐。
据瓦萨里说，在科西莫的敦促下，安杰利科修士接下了装饰修道院的任务，包括会堂的宏伟壁画，在通往小间的楼梯顶部的那幅经常被印刷的圣母领报图，第9小间的圣母加冕图， 以及装饰各个小间墙壁的其他灵修壁画，虽然尺寸较小，但品质卓著，描绘了基督生平的各个方面 。
1439年，安杰利科修士完成了他最著名的作品之一，佛罗伦萨的“圣马尔谷祭台画”（San Marco Altarpiece）。这在当时是不寻常的。加冕的圣母子环绕着圣徒的图画很常见，但通常呈现为一种明显类似于天堂的环境，圣人和天使在其中作为神圣的存在而不是人。但是在这里，圣徒们以一种自然的方式站在空间中，好像他们能够交谈关于见证圣母的共同经历。这样的画作被称为“神圣对话”（Sacred Conversation），将成为乔瓦尼·贝利尼、彼得羅·佩魯吉諾和拉斐尔的主要题材。

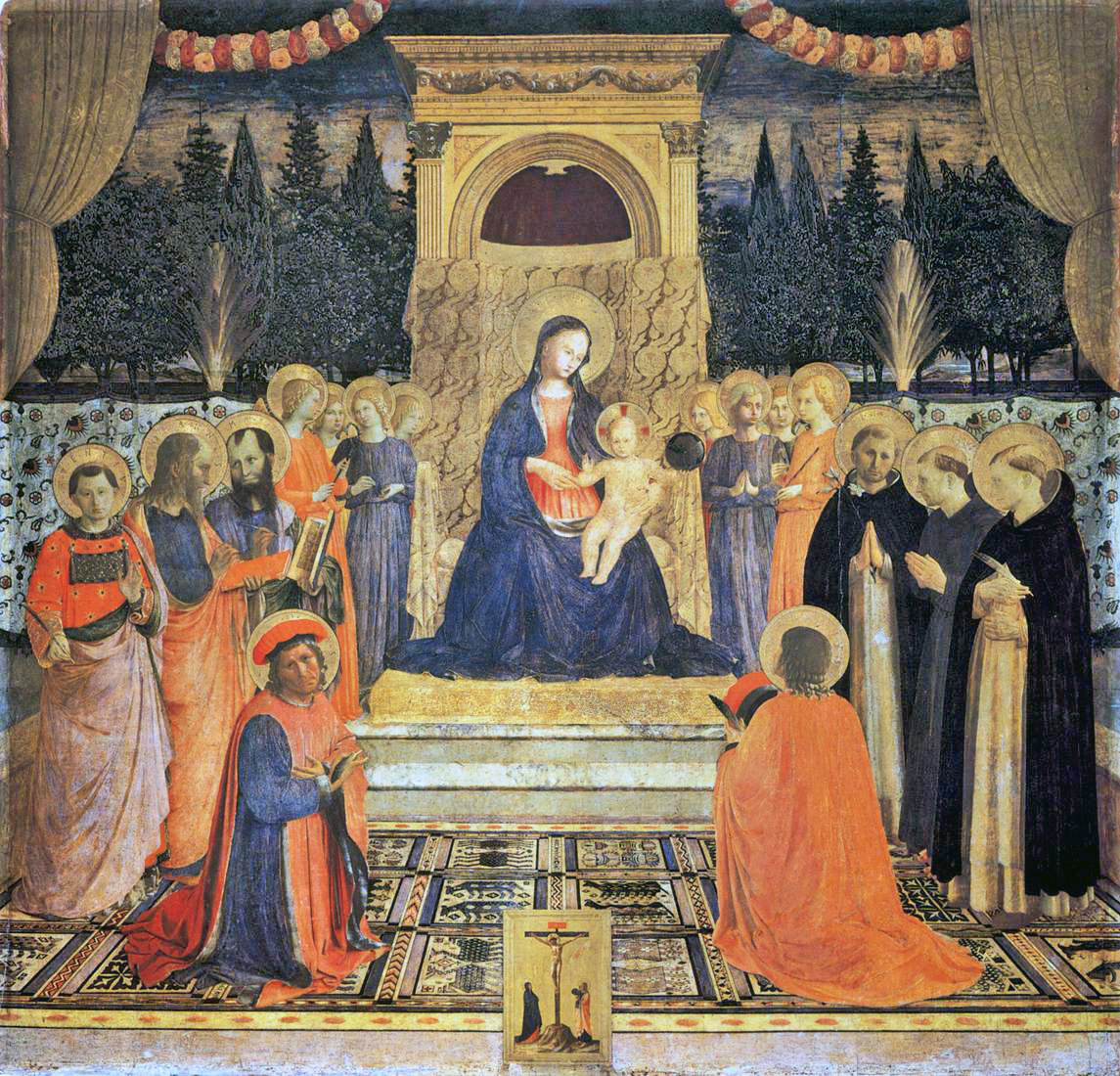
圣马尔谷祭台画

### 梵蒂冈，1445–1455年

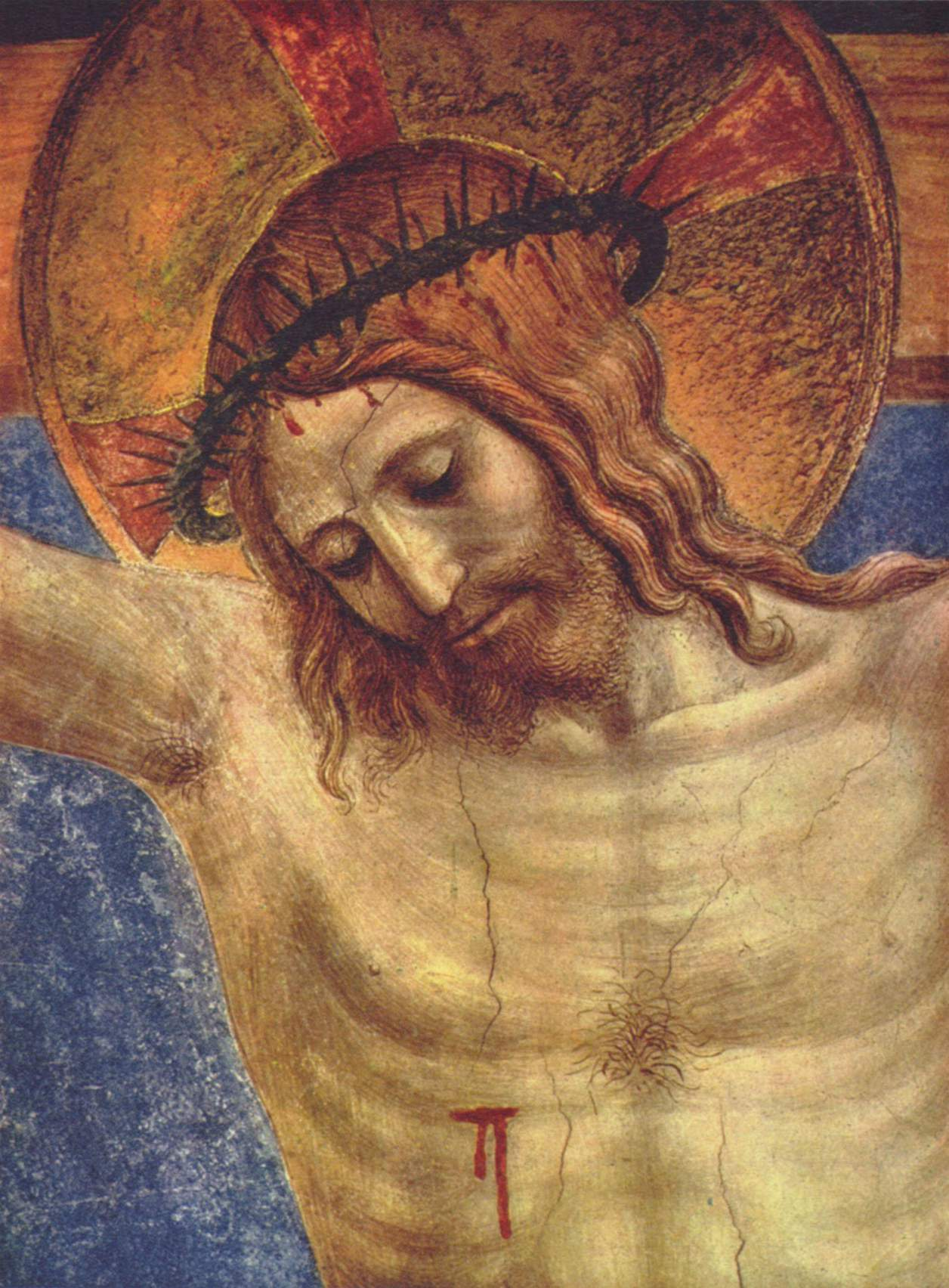

1445年，恩仁四世召集他到罗马，为圣伯多禄大殿圣礼小堂的壁画作画，后来被保祿三世拆除。瓦萨里声称，此时尼各老五世任命安杰利科修士为佛罗伦萨总主教，但他拒绝了，于是改为另一个职位。这个故事似乎是可能的。但是，如果瓦萨里的日期是正确的，那么教宗一定是恩仁四世，而不是尼各老五世，后者在1447年3月6日才被选为教宗。此外，1446–1459年的总主教是道明会的安多尼（Antonio Pierozzi），于1523年由亞德六世封为圣人。1447年，安杰利科修士正和他的学生贝诺佐·戈佐利（Benozzo Gozzoli）一起在奥尔维耶托，为奥尔维耶托主教座堂工作。他的其他学生中有赞诺比·斯特罗兹（Zanobi Strozzi）。
从1447年到1449年，安杰利科修士回到梵蒂冈，为尼各老五世设计尼各老小堂的壁画。 壁画描绘早期基督教会的两位殉道的助祭，圣斯德望和圣老楞佐的生活场景，可能全部或部分由助手完成。这座小堂壁画明亮，饰有金箔，给人以珠宝盒的印象。从1449年到1452年，安杰利科修士回到故地菲耶索莱修道院，担任院长。

### 死亡与列福

三王来朝

1455年，安杰利科修士在罗马的道明会修道院去世，也许是在为教宗尼各老的小堂工作。他葬在神庙遗址圣母堂（Santa Maria sopra Minerva）。 
在我歌唱赞美时，不要将我的才华比喻为阿佩利斯的才华。
而是说，奉基督的名，我将我所有的全部献给了穷人。

在地上算数的行为，并不是在天堂算数的行为。

我，若望，是托斯卡纳的花朵。——墓志铭
英国作家和评论家威廉·迈克尔·罗塞蒂（William Michael Rossetti）写道：
从安杰利科修士生活的各种叙述中，有可能会了解到他为什么配被册封。他过着道明会修士的虔诚和禁欲生活，一直没有升职。他按照修会的指示，照顾穷人。他总是很幽默。他的所有画作全都是神圣的题材，看来他从未改变或修饰过它们，这也许是出于宗教信仰，因为他的画作是受到神的启发，因此应该保留其原始形式。他习惯于说，解释基督作为的人，应该与基督同在。可以断定的是，他在没有热切祈祷的情况下，从不下手作画。他在画耶稣受难像时会哭泣。最后的审判和圣母领报是他最常表现的两个主题。

1982年10月3日，若望保禄二世为安杰利科修士举行宣福礼，并于1984年宣布他为天主教艺术家的主保。
据称安吉利科说：“从事基督工作的人，必须一直与基督同在”。这句格言为他赢得了绰号“真福安吉利科”，因为他一生的完美的正直和他所画图像的几乎是神圣的美，带来了圣母玛利亚像的最高级程度。——若望保禄二世

## 评价

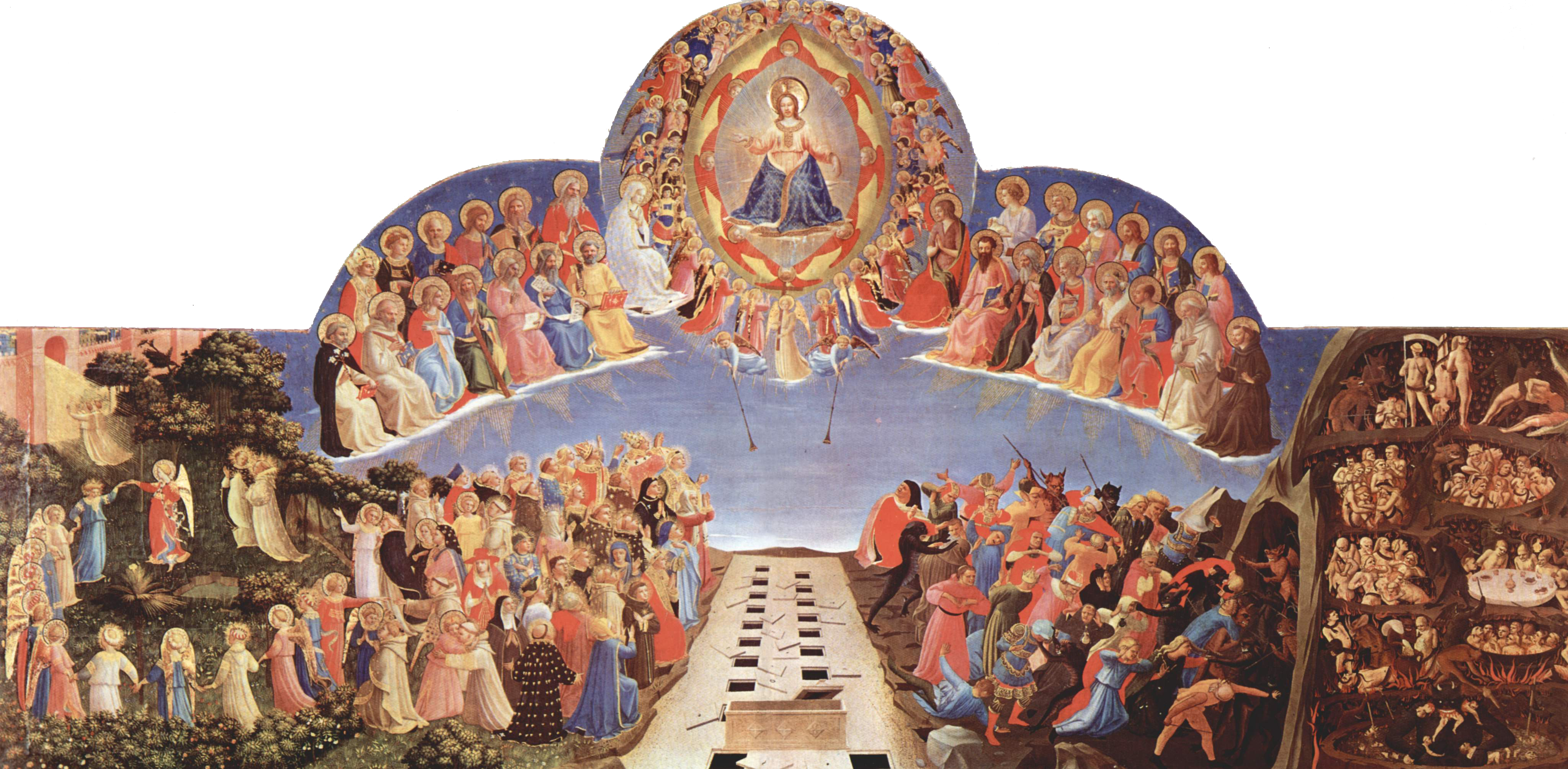
国立圣马可美术馆，最后的审判，祭坛画

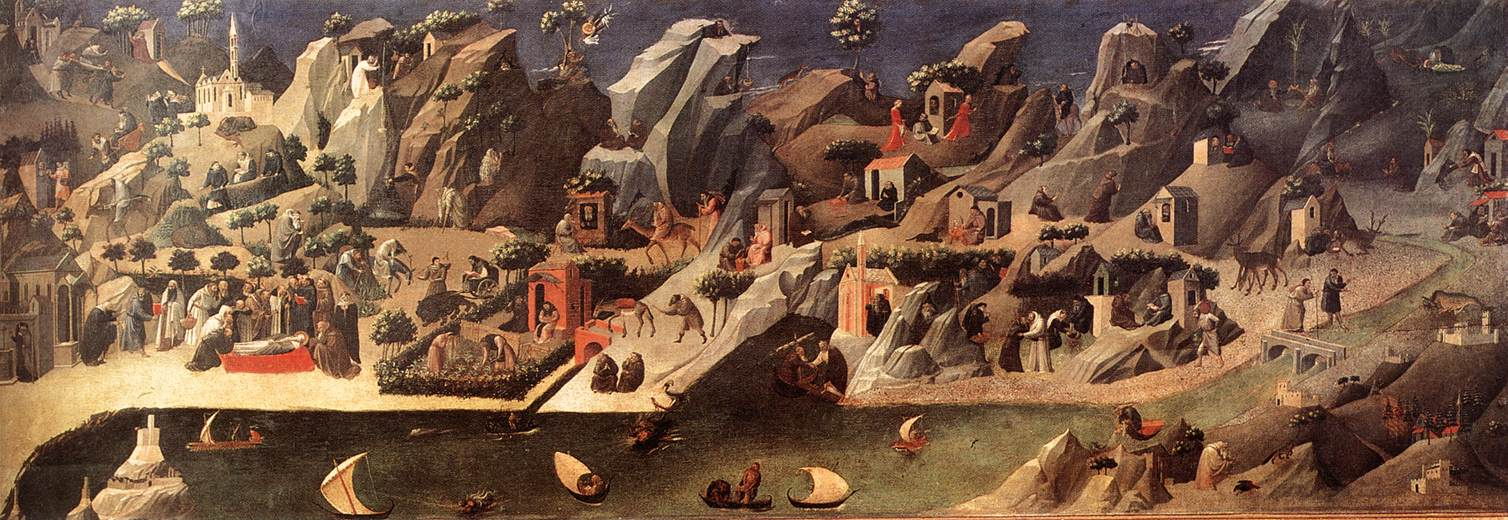

### 背景
安杰利科修士生活在绘画风格处于变化中的时代。这个变化的过程始于一百年前的乔托及其一些同时代人，特别是朱斯诺·德·梅纳博埃（Giusto de' Menabuoi）的作品，他们两人都在帕多瓦完成了重要作品，虽然乔托是在佛罗伦萨接受伟大的哥特画家 契马布埃的训练，在圣十字圣殿的巴尔第小圣堂，画了圣方济各的壁画。乔托有很多热心的追随者，他们在壁画中模仿他的风格，其中一些人尤其是彼得罗·洛伦泽蒂（Pietro Lorenzetti），取得了巨大的成功。

### 客户
这些艺术家的客户通常是修道院，或者向教堂捐款的富裕家庭。因为这些画常常有宗教的目的，所以客户倾向于保守。通常，客户越富有，这幅画就越保守。这有一个很好的理由。订制的画作要对客户进行表白。因此，它显示的金箔越多，越说出顾客的荣耀。颜料盒里其他有价值的商品是青金岩和朱紅色。用这些颜色制成的颜料不适合进行色调处理。由青金石粉末制成的天蓝色，颜色的深度和鲜艳度较为扁平，就像金箔一样，也是顾客支付能力的标志。由于这些原因，祭坛画通常比壁画画得更保守，壁画通常画接近真人大小的人物，更多依赖舞台设置的质量，而不是展现奢华，来达到效果。

### 同代人
安杰利科修士的同代人有詹蒂莱・达・法布里亚诺（gentile da fabriano）。詹蒂莱的祭坛画“三王来朝”（1423年，在乌菲兹美术馆）被认为是国际哥特式艺术风格最伟大的作品之一。与此同时，另一位年轻的画家，马萨乔正在为圣母圣衣圣殿的布兰卡契小堂画壁画。马萨乔完全掌握了乔托艺术的含义。佛罗伦萨很少有画家看到他健壮、栩栩如生、激动人心的人物，而不受影响的。他的工作伙伴是年龄较长的画家马索利诺（Masolino），与安杰利科修士同辈。马萨乔于27岁去世，留下未完成的作品。

### 祭坛画
安杰利科修士的作品显现出既有保守的哥特式元素，又有进步的文艺复兴元素。在为佛罗伦萨新圣母大殿所绘的祭坛画“圣母加冕”中，拥有期望十四世纪极为昂贵的祭坛画所能提供的所有元素：精确加工的金色背景，许多天蓝色，许多朱红色和，以及明显显示出的砷的绿色。镀金光环和金边长袍的做工精美，都非常之哥特式。使这幅文艺复兴画作与詹蒂莱・达・法布里亚诺的杰作不同的，是人物的厚重坚固、三维感和自然主义，以及衣服垂悬在周围的现实方式。即使是这些人物站立在云层，而不是地面上，他们的站立也有重量感。

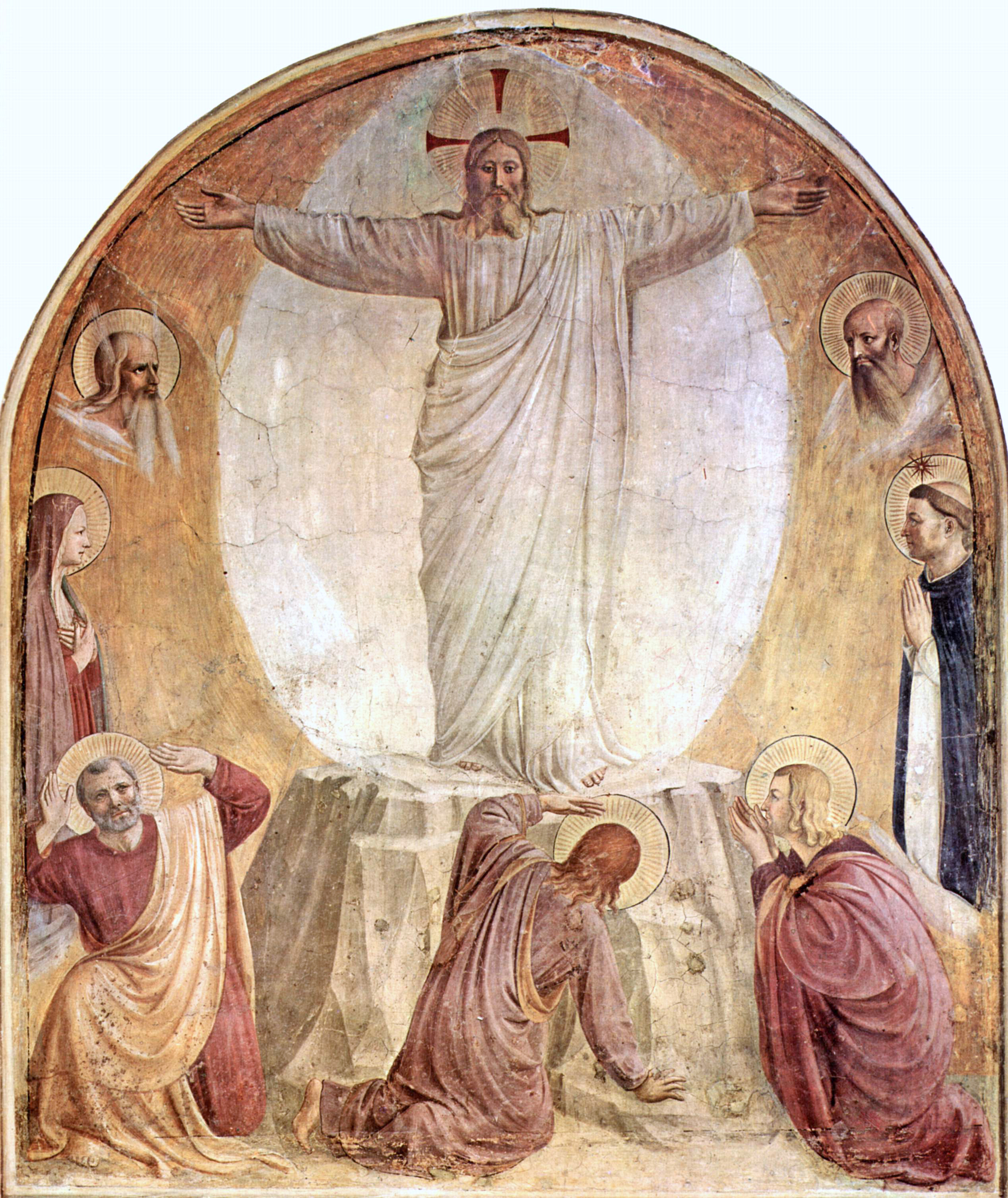
耶稣显圣容

### 壁画
安杰利科修士在圣马尔谷为道明会修士画的系列壁画，实现了马萨乔带来的进步，并将其进一步发展。摆脱了富裕客户的限制和板面画的局限，安杰利科修士能够表达出他对天主的深切尊崇、他的学识以及人文关爱。修道院小间中的冥想壁画具有安静的质感。它们是颜色简单的不起眼的作品。粉红色比红色多，而且几乎完全缺少明亮而昂贵的蓝色。代替它的是暗淡的绿色，以及道明会的黑色和白色长袍。壁画中描绘的都是谦卑的人，没有什么奢侈的，没有什么可以让他们从灵性体验分心的。每一幅画都具有将基督生平事件带到观看者面前的效果。它们就像进入平行世界的窗户一样。这些壁画仍然是作者之虔诚的有力见证。
瓦萨里认为科西莫·德·美第奇看到了这些作品，启发安杰利科修士为会堂设计了一个有很多圣人的大型的十字架场景。与其他壁画一样，这位富裕的客户并没有通过展示财富来影响修士的艺术表达。
马萨乔开拓了透视技法，在新圣母大殿创作了逼真的彩绘壁龛。随后，安杰利科修士展示了对线性透视的理解，特别是圣母领报图，是画在由米开罗佐和菲利波·布鲁内莱斯基在圣马尔谷圣殿及其前面广场设计的那种拱廊里。

### 圣徒的生活

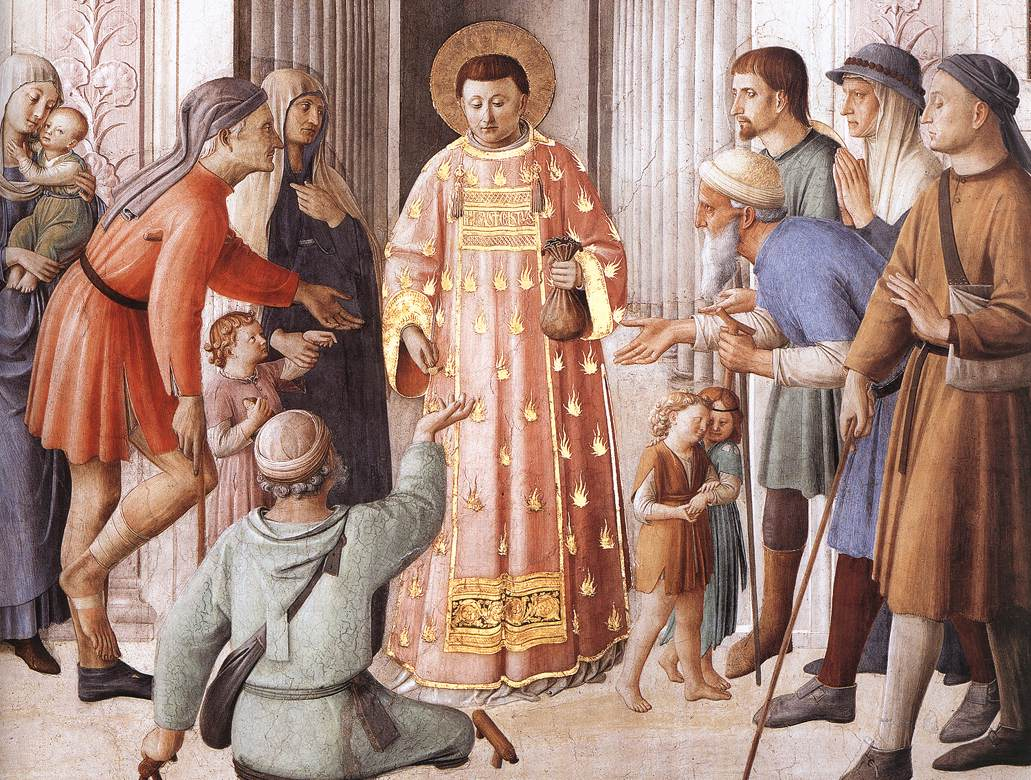
圣老楞佐 (1447)，梵蒂冈

在安杰利科修士和他的助手来到梵蒂冈，装饰教宗尼各老的小堂时，这位艺术家再次面临要取悦最富有的客户的需求。因此，走进这个小堂就像走进了珠宝盒。墙壁装饰着一百年前哥特式画家西蒙尼·马蒂尼在亚西西的圣方济各圣殿下教堂的最奢华作品中的色彩的亮度和金色。然而，安杰利科修士成功的设计，继续展现出他对人性、谦卑和虔诚的专注。这些人物穿着豪华的镀金长袍，具有其作品闻名的甜美和温柔。根据瓦萨里（Vasari）说：
在姿态和表达方面，安杰利科修士画的圣人比其他任何画家画的人物都更接近真实。
实际上，大部分绘画可能是由助手根据他的设计完成的。贝诺佐·戈佐利（Benozzo Gozzoli）和詹蒂莱・达・法布里亚诺（Gentile da Fabriano）都是高水平的画家。贝诺佐他的杰作《東方三賢士的白冷之旅》，绘于美第奇家族宫殿的私人小堂贤士小圣堂中，图中栩栩如生的肖像，使他的艺术进一步迈向了高度发展的文艺复兴风格。

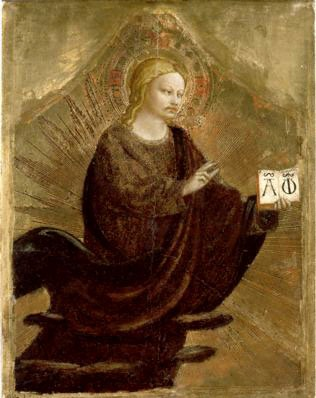
Blessing Redeemer (1423)

### 艺术遗产
通过安杰利科修士的学生贝诺佐·戈佐利在壁画艺术领域的细致肖像画和技术专长，我们看到了与多米尼哥·基兰达奥的联系。后者为佛罗伦萨的富有顾客绘制广泛的题材，并通过基兰达奥，影响到他的学生米开朗琪罗和文艺复兴全盛期。
除了这些线性的联系，表面上似乎没有什么可以将这位谦卑的神父及其甜美的圣母玛利亚，和永恒的基督受难，与米开朗基罗的超人生命的动态表达联系起来。但是，这两位艺术家都获得了各自最重要的委托：来自最富有和最有权势的主顾：梵蒂冈。
当米开朗基罗接任西斯廷小堂（Sistine Chapel）委托时，在他的创作空间里，已经有了其他艺术家的许多作品：周围墙上的“基督生平”和“摩西生平”，作者包括他的老师多米尼哥·基兰达奥、拉斐尔的老师彼得羅·佩魯吉諾和桑德罗·波提切利。它们是大尺度的作品，期望从梵蒂冈的订单得到豪华的待遇，在设计的复杂性、人物的数量、细节的阐述以及金箔的巧妙使用方面，都相互竞争。在这些作品的上方，画着一排身穿辉煌华服，头戴金色头饰的教宗。在米开朗基罗创作的作品中，没有任何这些辉煌。当儒略二世要求以通常的方式装饰宗徒的长袍时，米开朗基罗回答说，他们只是一些极其贫穷的人。
在圣马可的小间里，安杰利科修士证明了，绘画技巧和艺术家的个人解释，足以创造令人难忘的艺术品，而无需昂贵的蓝色和金色服饰。通过使用未经修饰的壁画技术，清晰明亮的柔和色彩，精心安排一些重要人物以及巧妙地使用表情，动作和手势，米开朗基罗证明了自己是安杰利科修士的艺术后代。弗雷德里克·哈特（Frederick Hartt）将安杰利科修士称为“神秘主义画家的预言家”，例如伦勃朗、格雷考和弗朗西斯柯·德·苏巴朗。

## 作品

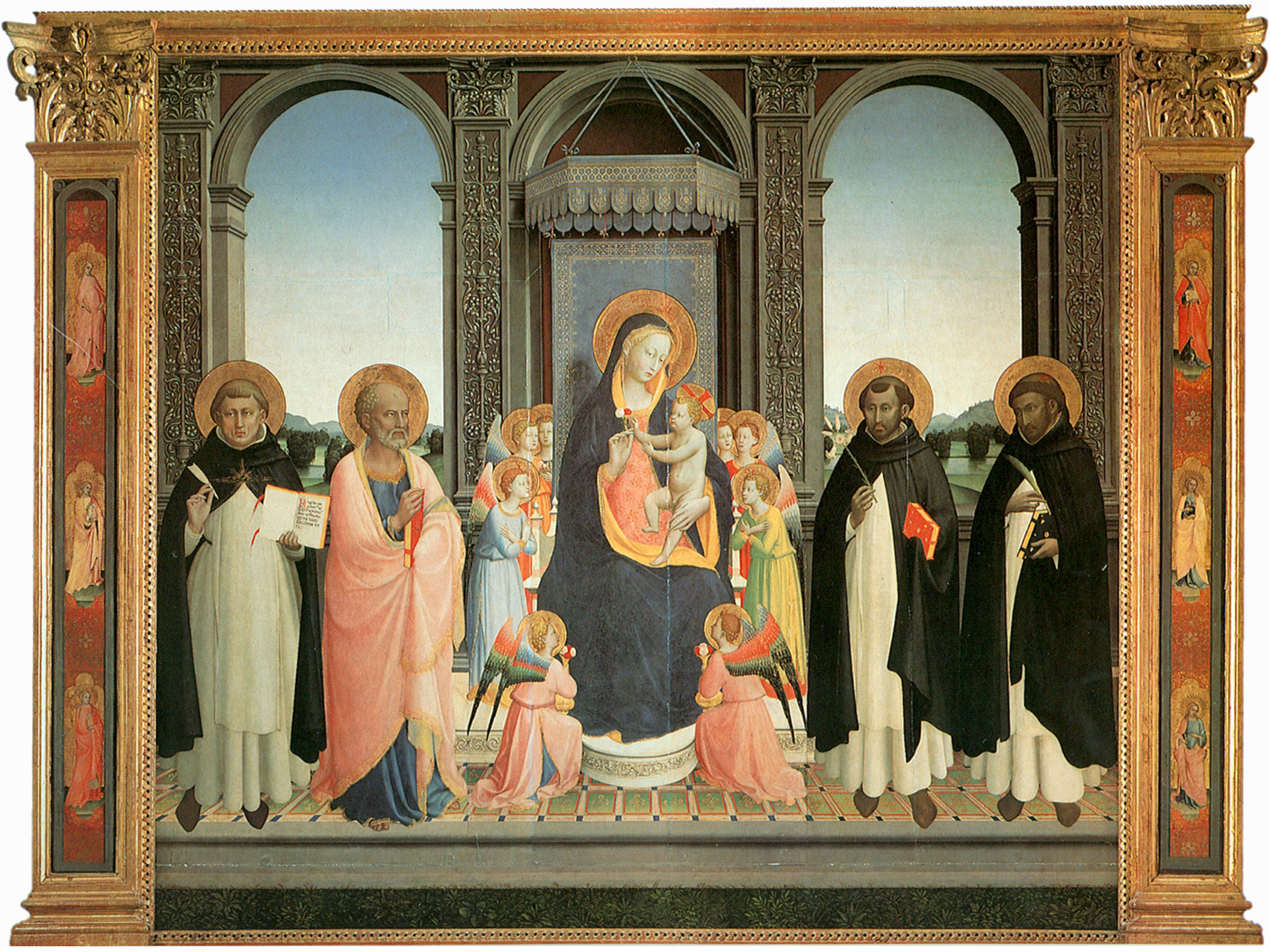
圣母子与圣徒，菲耶索莱 (1428–1430)

### 早期作品，1408–1436年
罗马
- “钉十字架”（约1420-1423年），可能是安杰利科修士唯一的署名作品。现在在纽约大都会博物馆。[19]

科尔托纳
- 《科尔托纳的圣母领报》（约1430年）– 科尔托纳教区博物馆

菲耶索莱
- 祭坛画 -“圣母加冕”、“圣道明的奇迹”，巴黎卢浮宫
- 菲耶索莱祭坛画：圣母子与圣托马斯·阿奎那、圣巴拿巴、圣道明和圣伯铎（1424）- 菲耶索莱圣道明堂
- “最后审判”，国家美术馆 (伦敦)

佛罗伦萨，天主圣三圣殿（Santa Trinita）
- “基督下十字架”（Deposition of Christ），瓦萨里说，它是“圣徒或天使画的”。现在在佛罗伦萨国立圣马可美术馆
- “圣母加冕”（Coronation of the Virgin，约1432年），佛罗伦萨乌菲兹美术馆
- “圣母加冕”（Coronation of the Virgin，约1434-1435年），巴黎卢浮宫

佛罗伦萨，天神之后堂（Santa Maria degli Angeli）
- “最后审判”，佛罗伦萨美术学院

佛罗伦萨，新圣母大殿（Santa Maria Novella）
- 祭坛画-“圣母加冕”，乌菲兹美术馆

### 佛罗伦萨圣马尔谷，1436–1445年
- 祭坛画–“圣母与圣葛斯默和圣达弥盎，圣道明、伯铎、方济各、马尔谷、若望和斯德望在场”。葛斯默和圣达弥盎是美第奇家族的主保圣人。祭坛画于1438年由科西莫·德·美第奇订制。在十七世纪翻修修道院教堂期间已被拆卸。9幅附饰画（predella）中的7幅分别在华盛顿、慕尼黑、都柏林和巴黎，剩下的2幅似乎已经遗失。出乎意料的是，在2006年，这2幅画着道明会圣人的附饰画，出现在牛津郡一位谦虚的收藏家的屋子里，是后者于1960年代在加州购买[20]。

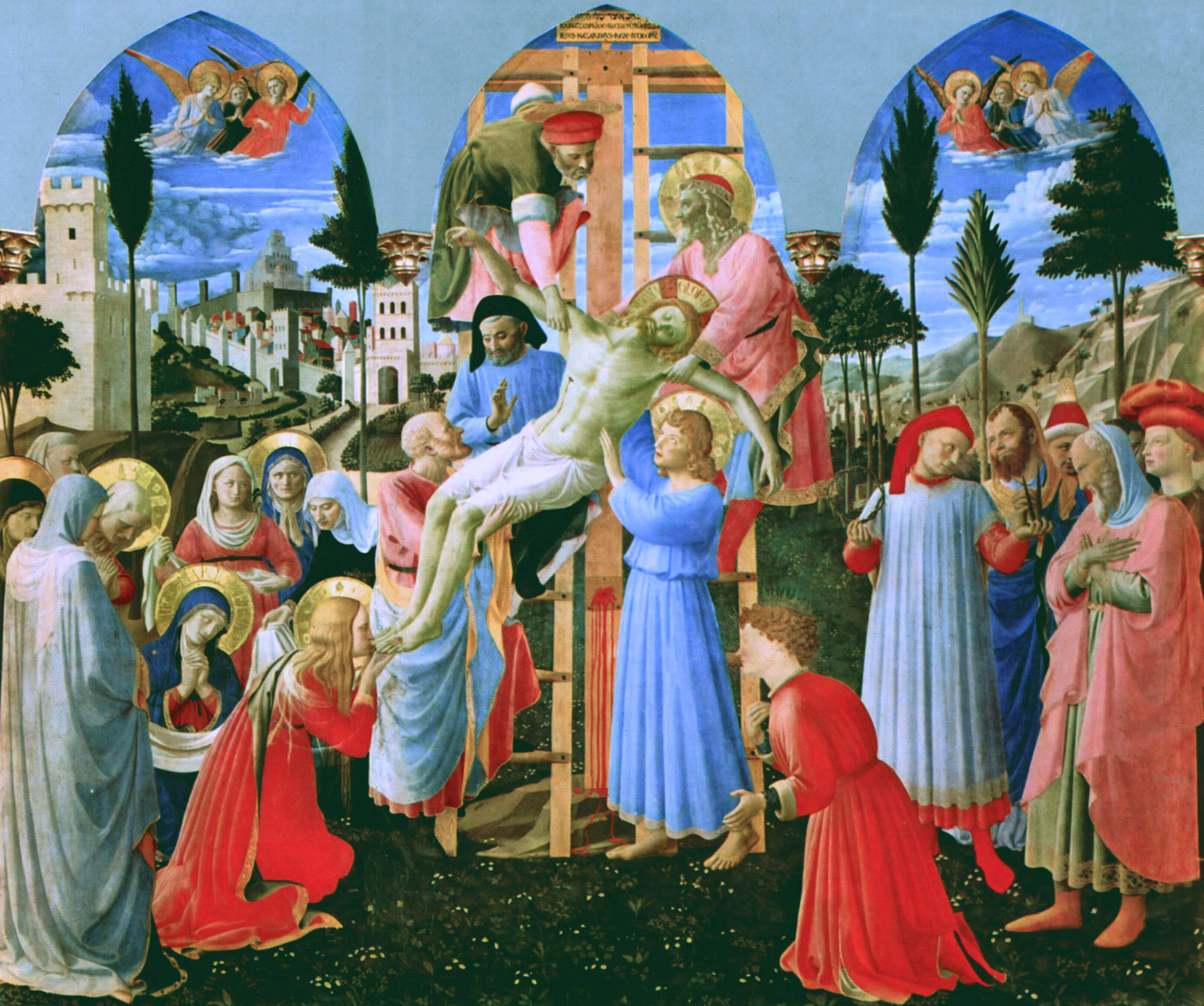
下十字架，佛罗伦萨圣马尔谷

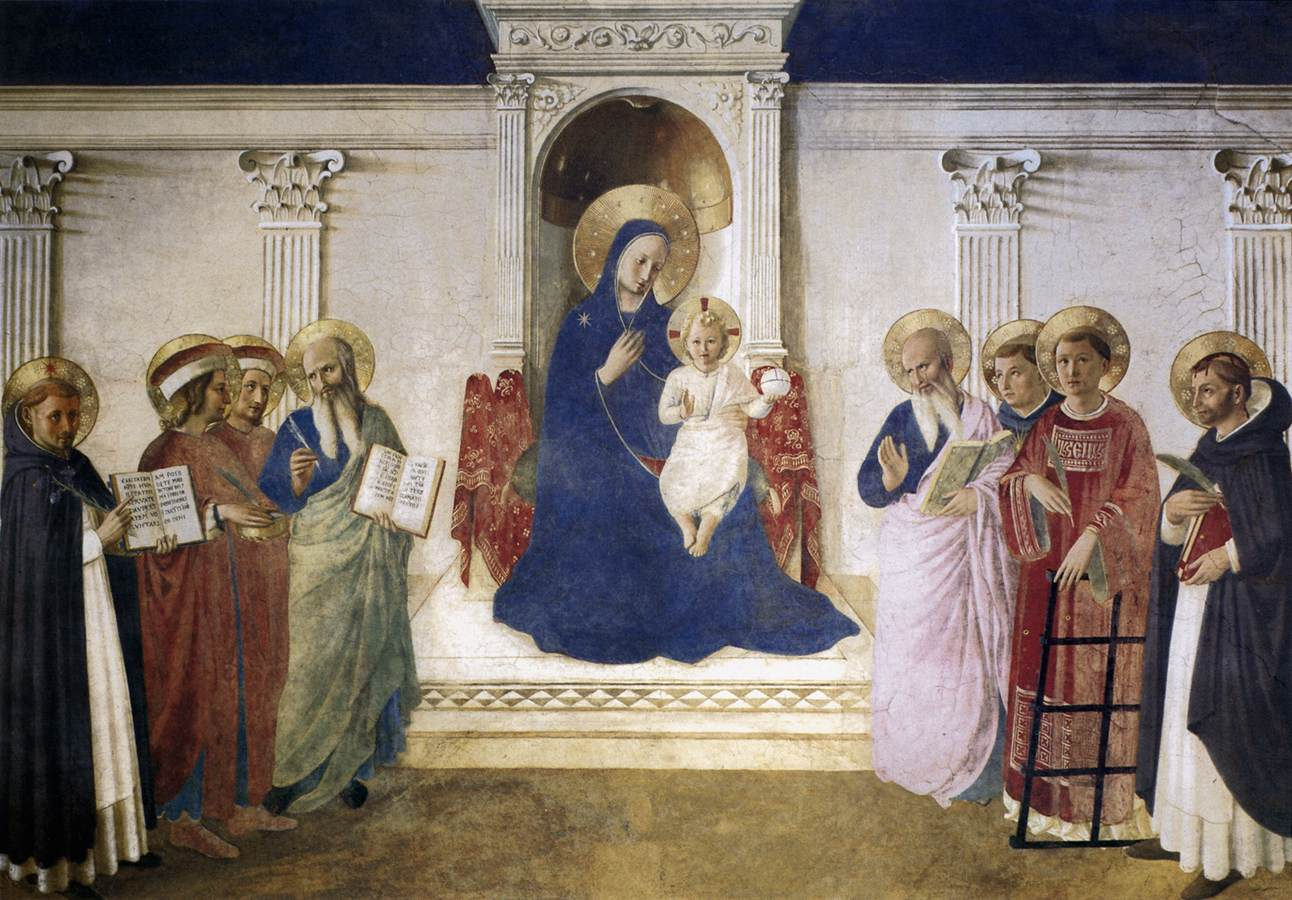
圣母加冕与圣葛斯默和圣达弥盎，圣马尔谷、圣若望、圣老楞佐，以及三位道明会会士：圣道明、托马斯阿奎那、和维罗纳的圣伯铎，佛罗伦萨圣马尔谷

- 祭坛画 ? –“圣母子与十二宗徒”（真人大小）；乌菲兹博物馆
- 祭坛画 – 圣母领报
- 圣马尔谷祭台画（San Marco Altarpiece）
- 两种版本的“钉十字架与圣道明”，在回廊
- 非常大的“钉十字架及圣母和20名圣徒”，在会堂
- 圣母领报图 (安杰利科修士, 圣马尔谷修道院)（The Annunciation）在宿舍楼梯的顶部。 这可能是安杰利科修士所有绘画中印刷最多的一幅。
- “圣母加冕与四位圣徒”，在宿舍走道

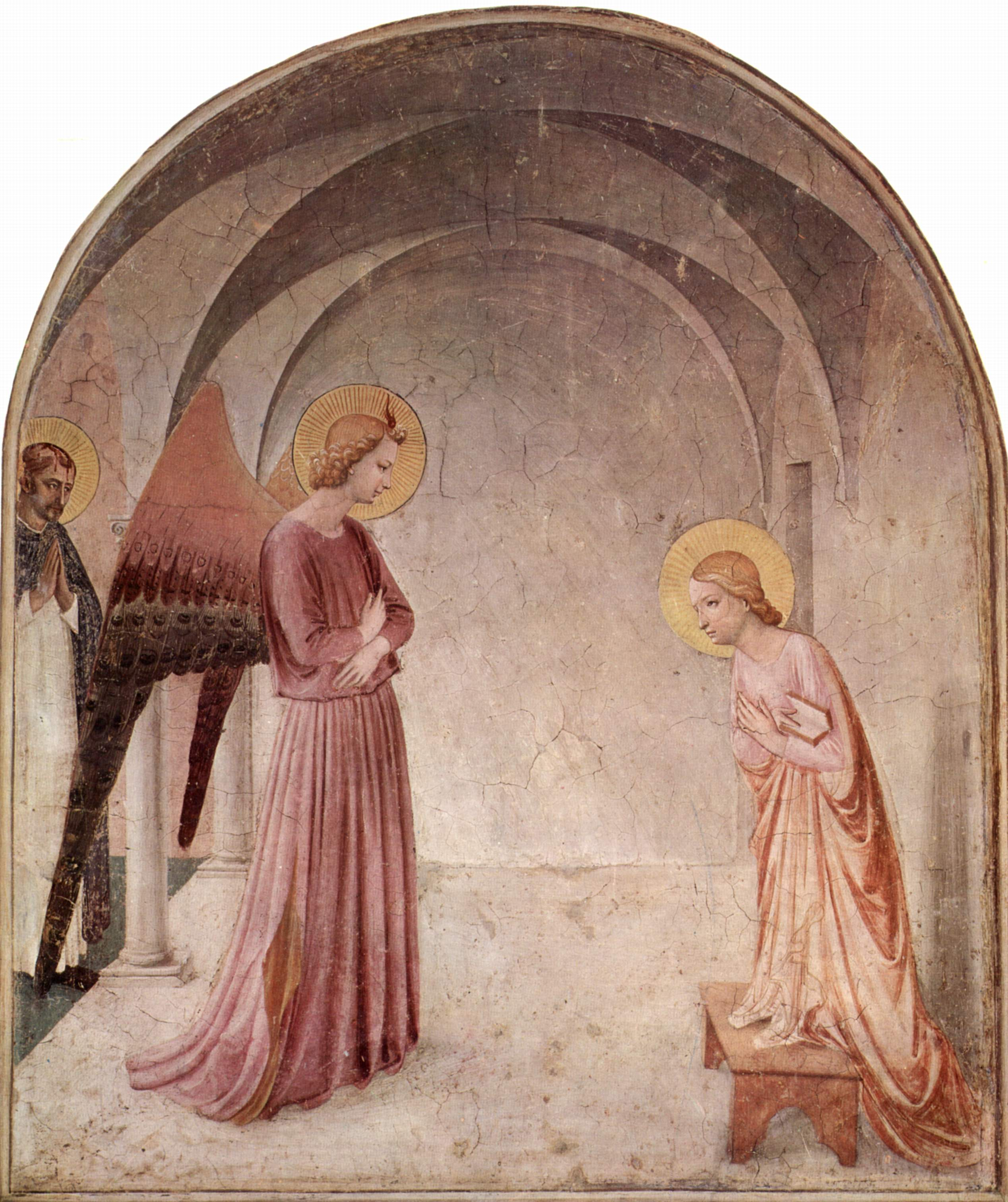
圣母领报，the interior reproduces that of the cell in which it is located.

每个小间都装饰有壁画，壁画的尺寸和形状与旁边的圆头窗形状相同。壁画显然是为了沉思的目的。它们有着苍白，宁静、神秘的美。安杰利科修士许多最优秀和被印刷最多的作品就在其中。特别是在里面一排小间，有一些品质不那么令人鼓舞、比较重复性的主题，也许是由助手完成。许多图画都画了道明会圣人见证《圣道明祈祷的九种方式》（De Modo Orandi）中所描述的九种传统的祈祷姿势。使用小间的修士则可以将自己置身于那个场景之中。
- 东方三博士
- “耶稣显圣容”
- “不要摸我”（Noli me Tangere）
- “墓前的三个马利亚”
- “以马忤斯的路上”，有两名道明会会士为门徒
- 很多版本的耶稣受难
- “嘲笑基督”

### 后期作品，1445–1455年
奥尔维耶托主教座堂
新小堂（Cappella Nuova）天花板的三个部分，得到贝诺佐·戈佐利（Benozzo Gozzoli）的协助：
- 基督在荣耀里
- 圣母玛利亚
- 宗徒

尼各老小堂（Niccoline Chapel）
教宗尼各老五世的小堂，在梵蒂冈，可能得到了贝诺佐·戈佐利和詹蒂莱・达・法布里亚诺的许多协助。墙壁和天花板的整个表面都进行了华丽的粉刷。有很多金箔用于边框和装饰，并且大量使用了青金岩制成的亮蓝色。
- “圣斯德望的生平事迹”
  - 《祝圣圣斯德望与圣斯德望分发施舍》（左墙半月楣）
  - 《圣斯德望的布道与公会的争论》（中墙半月楣）
  - 《圣斯德望殉道》（右墙半月楣）
- “圣老楞佐的生平事迹”
  - 《祝圣圣老楞佐为执事》（左墙）
  - 《圣老楞佐接收教会珍宝》（中墙左侧）
  - 《圣老楞佐分发施舍》（中墙右侧）
  - 《圣老楞佐在瓦勒良面前》（右墙左侧）
  - 《圣老楞佐殉道》（右墙右侧）
- “四位聖史”

### 发现遗失的作品
2006年11月，全球媒体报道称，有两件安杰利科修士遗失的杰作出现在英国牛津，悬挂在已故的吉恩·普雷斯顿（Jean Preston）的家中。她的父亲在1960年代以100英镑的价格买下，去世后将其遗赠给了她。中世纪专家普雷斯顿 认为它们是高质量的佛罗伦萨文艺复兴时期作品，但直到2005年由布里斯托尔大学的Michael Liversidge确认后，才意识到它们是安杰利科修士的作品。在1960年代，对中世纪的艺术品几乎没有需求，也没有任何商人对此表现出兴趣，因此普雷斯顿的父亲几乎是事后与一些手稿一起购买了。巧合的是，这些手稿被证明是高品质的维多利亚时期伪造品。这些画是1439年为安杰利科修士的圣马可修道院的大型祭坛画八幅中的两幅，后来被拿破仑的军队分割。另外六幅画在德国和美国博物馆中，而这两幅本以为永远遗失了。意大利政府希望购买它们，但在2007年4月20日的拍卖会上，一位私人收藏家以170万英镑的价格将其拍出高价。两件作品现在都已修复，在佛罗伦萨的圣马可博物馆展出。